# NGC 3439
NGC 3439 ist eine Elliptische Galaxie vom Hubble-Typ E3 und Sternbild Löwe auf der Ekliptik. Sie ist schätzungsweise 273 Millionen Lichtjahre von der Milchstraße entfernt und hat einen Durchmesser von etwa 35.000 Lichtjahren.

Im selben Himmelsareal befinden sich u. a. die Galaxien NGC 3388, NGC 3417, NGC 3427, NGC 3436.
Das Objekt wurde am 25. März 1865 von Albert Marth entdeckt.